# Galactic Cowboys
Galactic Cowboys ist eine US-amerikanische Progressive-Metal-Band aus Houston, Texas. Der Gesang erinnert an die Beatles und das Spiel der Musik an Thrash-Metal-Bands wie Anthrax. Die Gruppe wurde als die „wahrscheinlich melodischste Metal-Band, die jemals auf dem christlichen oder generellen Markt existierte“ beschrieben. Obwohl alle Mitglieder Christen sind, versteht sich die Gruppe nicht als christliche Band. Die Gruppe trat zusammen mit Bands wie Anthrax, Dream Theater, King’s X und Overkill auf.

## Geschichte
Die Band wurde im Jahr 1989 in Houston, Texas, von Bassist Monty Colvin und The-Awful-Truth-Schlagzeuger Alan Doss gegründet. Nachdem sich The Awful Truth aufgelöst hatte, kamen Sänger Ben Huggins und Gitarrist Dane Sonnier zur Besetzung. Im Jahr 1990 unterschrieb die Band einen Vertrag bei Geffen Records und veröffentlichte im Jahr 1991 ihr selbst betiteltes Debütalbum. Trotz einiger guter Kritiken, erhielt die Band seitens des Labels aufgrund des Erfolges von Grunge-Bands wie Nirvana mit ihrem Album Nevermind kaum Aufmerksamkeit. Nach schlechten Verkaufszahlen und einigen Touren, begab sich die Band wieder ins Studio und veröffentlichte im Jahr 1993 das Album Space in Your Face. Durch dieses Album konnte sich die Band auf dem Markt etablieren. Das Album enthielt mit If I Were a Killer und I Do What I Do zwei kleinere Hits, welche regelmäßig auf MTV und dem Radiosender ZROCK gespielt wurden. Die Band trennte sich danach von Geffen Records, ihrem Manager Sam Taylor und dem Gitarristen Dane Sonnier.
Im Jahr 1994 tauchte die Band in dem Film Airheads unter dem Namen Sons of Thunder auf. Das einzige Originallied, das in dem Film gespielt wurde, war Don’t Hate Me Because I’m Beautiful, das auf keinem Tonträger enthalten und nur als ein kurzer Auszug im Film zu hören war. Nachdem sich die Gruppe kurzzeitig aufgelöst hatte, fand sie wieder zusammen, wobei Wally Farkas als neuer Gitarrist vertreten war und die Gruppe einen Vertrag bei Metal Blade Records hatte. Es folgte die Veröffentlichung des dritten Albums Machine Fish und der EP Feel the Rage im Jahr 1996. Das Album The Horse That Bud Bought folgte im Jahr 1997. Die Band nahm das Album At the End of the Day im Jahr 1998 auf, ein Konzeptalbum, das bei Fans als bestes Werk der Band gilt. Zwei Wochen vor Veröffentlichung des Albums verließ Schlagzeuger Alan Doss die Band. Für die folgende Tour kam Erick Tatuaka als Session-Schlagzeuger zur Band.
Das letzte Album Let It Go wurde im Jahr 2000 veröffentlicht, wobei jedes der Bandmitglieder auch sang. King’s-X-Schlagzeuger Jerry Gaskill, ein Freund der Band, war auf dem Album als Schlagzeuger zu hören. Neben eigenen Liedern nahm die Band Coverversionen von Kiss, Petra und Wings auf. Im August 2009 spielte die Band drei Wiedervereinigungskonzerte in Houston, Dallas und Austin. Am 17. November 2017 veröffentlichte die Band bei Mascot Records mit A Long Way Back to the Moon ihr erstes Album seit 17 Jahren.

## Mitglieder

### Monty Colvin
Monty Colvin war Bassist der Band von 1991 bis 2000. Ab dem Jahr 2000 begann er eine Solokarriere mit seiner Band Crunchy. Das erste Album All Day Sucker erschien im Jahr 2001. Auf dem zweiten Album Clown School Dropoutspielte Colvin fast alle Instrumente selbst und stellte für die Aufnahmen einen Sessionschlagzeuger ein. Als Einflüsse der Band gelten Gruppen wie Wildhearts, Cheap Trick, Foo Fighters und die Ramones. Das dritte Album Loserville (2007) erhielt einen Gastauftritt von Kerry Livgren, Mitglied der Band Kansas. Colvin ist außerdem Cousin des inzwischen verstorbenen Dee Dee Ramone.

### Alan Doss
Doss ist nun als Manager und Produzent tätig. Er war dabei für Bands wie Ashbury Keys und Jambi's Revenge tätig und spielte dabei auch Keyboard und Bass in den Liedern.

### Ben Huggins
Huggins spielt nun in einer Band namens Gristle tätig und fungierte als Gastmusiker für Bands wie The Phlegmatics. Gristles erstes Album Cold Blue Sky, wurde am 17. Juli 2012 als Download veröffentlicht.

### Wally Farkas
Farkas war als Distributor für diverse Hip-Hop-Künstler aus der Houstoner Gegend tätig. Zusammen mit Ty Tabor von King’s X veröffentlichte er unter dem Namen Xenuphobe zwei Alben: 1.0 im Jahr 2006 und 2.0: Electrolux im Jahr 2007. Danach gründete er sein eigenes Label Molken Music. Farkas war als Co-Produzent und Gitarrist bei Doug Pinnicks (King’s X) Album Strum Sum Up tätig.

### Dane Sonnier
Dane Sonier gründete zusammen mit seinem Bruder Lee die Band The Sonnier Brothers Band. Lee war außerdem Gitarrist bei Gristle.

## Stil
Die Band spielt progressiven Metal, der sich vor allem durch seine häufigen Stilwechsel auszeichnet.

## Diskografie

### Studioalben
- 1991: Galactic Cowboys
- 1993: Space in Your Face
- 1996: Machine Fish
- 1997: The Horse that Bud Bought
- 1998: At the End of the Day
- 2000: Let It Go
- 2017: A Long Way Back to the Moon

### EPs
- 1996: Feel the Rage

### Singles
- 1991: Im Not Amused
- 1993: If I Were a Killer
- 1997: Evil Twin
- 1997: You Got the Shaft
- 1998: Ants

## Musikvideos
- Evil Twin
- Fear Not
- Feel the Rage
- I’m Not Amused
- If I Were a Killer
- Nothing to Say